# John Anders Bjørkøy
John Anders Bjørkøy est un footballeur norvégien, né le 8 janvier 1979 à Oslo en Norvège. Il évolue comme milieu relayeur.

## Sélection nationale
- Norvège : 4 sélections

John Anders Bjørkøy obtient sa première sélection le 7 février 2007 contre la Croatie au cours d'un match amical disputé à Rijeka et perdu par les norvégiens (1-2).
Il a obtenu quatre sélections entre 2007 et 2008, toutes en tant que remplaçant.

## Palmarès
Fredrikstad FK
- Vainqueur de la Coupe de Norvège (1) : 2006